# Tứ khoái
Tứ khoái là một khái niệm đề cập đến bốn loại "khoái lạc" về mặt vật chất của con người, bao gồm: ăn, ngủ, làm tình và bài tiết. Trong văn hóa dân gian Việt Nam cũng như nhiều câu ca dao, tục ngữ văn chương, tứ khoái đã được nhắc đến như là những nhu cầu cơ bản thiết yếu của mỗi con người, nhằm chỉ đến sự hanh thông, hài hòa, thỏa mãn và sung sướng.

## Giải nghĩa
Theo quan điểm của người xưa, Tứ khoái được dùng để chỉ đến bốn loại "khoái lạc" về vật chất của con người, bao gồm:
- Nhất khoái – Ăn: Hoạt động hấp thụ thức ăn vào cơ thể, qua đó nuôi dưỡng trao đổi chất, tạo năng lượng để hoạt động.[1][2]
- Nhị khoái – Ngủ: Hoạt động thư giãn cơ thể, giúp cho trí óc nghỉ ngơi, tái tạo lại các cơ quan chức năng sau khi hoạt động một thời gian dài.[2]
- Tam khoái – Làm tình: Hoạt động giao hợp đưa đến sự khoái cảm về mặt sinh lý; nhằm thụ tinh, truyền giống cho thế hệ sau.[2]
- Tứ khoái – Bài tiết: Hoạt động đào thải các chất cặn bã ra khỏi cơ thể.[2][3][4]

## Trong văn hóa dân gian
Trong văn hóa dân gian Việt Nam, tứ khoái đã được nhắc đến như là những nhu cầu cơ bản thiết yếu của mỗi người, qua đó ẩn dụ cho sự hanh thông, hài hoà, thỏa mãn và sung sướng. Khái niệm tứ khoái ngoài ra cũng được coi là "một trong những nhân sinh quan dân gian cổ truyền, lâu đời nhất, đặc sắc nhất, độc đáo cũng vào loại nhất của người Việt".
Đã có nhiều ca dao, tục ngữ và văn chương đề cập đến khái niệm này, có thể kể đến như hai câu ca dao phổ biến đều nhắc đến tứ khoái của con người: "Ăn được ngủ được là tiên / Không ăn, không ngủ, mất tiền thêm lo."; "Kim đâm vào thịt thì đau / Thịt đâm vào thịt, nhớ nhau cả đời." Nam Cao cũng đề cập đến khái niệm này trong truyện ngắn Đời thừa của mình, theo đó nhận định ngoài tứ khoái còn có cả những sự "khoái" khác: "Chung quy thì Tứ Khoái chỉ là bốn nhu cầu cơ bản cần có trong cuộc đời một con người. Tùy vào mỗi người mà sẽ xuất hiện nhiều cái khoái khác nhau. Có người khoái lấy ráy tai, người thì khoái tắm, người thích được vỗ mông đen đét khi làm tình. [...] Sướng lắm!"

## Biến thể
Ngoài tứ khoái, còn có các biến thể liên quan như bài tiết được thay thành vui chơi, trong đó có cả khái niệm ngược lại với tứ khoái là tứ thống khổ (tứ khổ), được giải thích dưới các loại "khổ" bao gồm: mất ăn, mất tiền, mất sức khỏe và mất danh dự. Song song bên cạnh hai khái niệm trên, cũng có khái niệm tứ hỉ để chỉ bốn điều may mắn trong cuộc đời là: hợp thời, hợp người, hợp tình, may mắn và tứ đổ tường để chỉ những thói quen xấu của đàn ông là: cờ bạc, rượu chè, trai gái, hút chích.